# Mesanthemum cupricola
Mesanthemum cupricola är en gräsväxtart som beskrevs av Kimp. Mesanthemum cupricola ingår i släktet Mesanthemum och familjen Eriocaulaceae.
Artens utbredningsområde är Kongo-Kinshasa. Inga underarter finns listade i Catalogue of Life.